# Lucy Citti Ferreira
 (novembre 2019).
Si vous disposez d'ouvrages ou d'articles de référence ou si vous connaissez des sites web de qualité traitant du thème abordé ici, merci de compléter l'article en donnant les références utiles à sa vérifiabilité et en les liant à la section « Notes et références ».
Lucy Citti Ferreira, née à São Paulo (Brésil) le 6 mai 1911 et morte à Paris 14e le 17 novembre 2008, est une artiste peintre et sculptrice Brésilienne.

## Biographie
Lucy Citti Ferreira passe son enfance en Italie, puis en France où sa famille s'installe.
Elle commence à étudier la peinture en suivant des cours du soir dans l'atelier d'André Chapuy (1879-1941) à l'école des beaux-arts du Havre en 1930. De 1932 à 1934, elle est élève à l'École des beaux-arts de Paris dans les ateliers du peintre Fernand Sabatté (1874-1940) et du sculpteur Armand Martial (1884-1960). Puis elle rentre au Brésil et, par l'intermédiaire de l'écrivain et critique Mário de Andrade (1893-1945), fait la connaissance  de Lasar Segall (1891-1957) dont elle devient l'élève et le modèle de 1935 à 1946 à São Paulo. Cet artiste influencera son œuvre.
Elle obtient une mention honorable au Salon Paulista des beaux-arts en 1935.
De retour à Paris en 1947, elle y épouse en 1949 le pianiste et compositeur russe Georges Alexandrovitch.
Après sa mort, ses cendres furent transférées dans le caveau familial du cimetière de São Paulo.

## Expositions et salons
- 1935 : Institut des architectes du Brésil à São Paulo ; Salon Paulista des beaux-arts.
- Salon de Maio de 1937, 1938 et 1939.
- 1938 : Association de la presse brésilienne à Rio de Janeiro.
- Galerie Jeanne Bucher, du 15 avril au 1er mai  1948, avec Roberta González, Lucy Citti Ferreira, Paul Cognasse.
- 1954 : exposition individuelle au Musée d'Art de São Paulo.
- 1988 : exposition aumusée Lasar Segall.
- 2000 : Biennale de São Paulo.
- 2004 : Femmes peintres, Pinacoteca do Estado de São Paulo.

## Collections publiques
- Paris, École nationale supérieure des beaux-arts.
- São Paulo, Pinacothèque de l'État de São Paulo : 175 toiles, don de l'artiste à sa mort.